# 颱風馬勒卡 (2016年)
颱風馬勒卡（英語：Typhoon Malakas，國際編號：1616，聯合颱風警報中心：WP182016，菲律賓大氣地球物理和天文服務管理局：Gener）為2016年太平洋颱風季第16個被命名的風暴。「馬勒卡」一名為第3次使用，上兩次分別在2004年和2010年。此名由菲律賓提供，意指強而有力。颱風莫蘭蒂向強度巔峰進發之際，馬勒卡緊隨其後出現，不但透過影響副熱帶高壓脊形態，間接令莫蘭蒂的路徑偏西而重創呂宋海峽和臺灣一帶，而且與莫蘭蒂一樣，預測路徑比原先預期明顯偏西，對剛受莫蘭蒂蹂躪的臺灣而言極為不利。馬勒卡橫掃與那國島並經過宜蘭縣東面外海後，進入東海並預期受西風帶影響轉趨減弱之際，反而出乎意料地重新增強，對日本九州之威脅大幅提升。

## 發展過程

### 穩定發展逼近臺灣
先前颱風莫蘭蒂生成並遠離關島後不久，於2016年9月11日再有低壓區於該處附近形成。莫蘭蒂上空強勁流出令垂直風切變加強，把此低壓區的中心附近對流向南切離，並抑制其極地方向流出，引致該系統初期發展較慢，不過由於莫蘭蒂快速移離，加上當時西北太平洋到深處仍為暖水，因此該系統所在海域的水溫仍維持在攝氏29度左右，炎熱海水有利該系統組織。此系統在12日被聯合颱風警報中心升為熱帶低氣壓，並給予熱帶氣旋編號18W，日本氣象廳亦作出此項升格及對其發出烈風警報，表示一日內有機會發展成熱帶風暴。結果日本氣象廳在13日凌晨3時把該系統與南海中部的另一熱帶低氣壓雷伊一併升為熱帶風暴，此風暴被命名為馬勒卡，並給予國際編號1616。與此同時馬勒卡進入香港天文台責任範圍，該部門把馬勒卡評為熱帶低氣壓，至上午9時45分才升為熱帶風暴。當時處於強勢的副熱帶高壓脊引導馬勒卡以時速20公里向西北偏西移動，跟隨莫蘭蒂移向臺灣附近一帶，但馬勒卡的出現令副熱帶高壓脊的形態出現不明朗因素，也間接導致莫蘭蒂的往後動向倍添變數。
雖然馬勒卡仍受制於莫蘭蒂上空強烈流出引起的垂直風切變，但是在炎熱海水供應能量，加上「熱帶對流層上部槽」強化系統東面流出的情況下，其強度仍穩步上揚，發展出中心密集雲團，日本氣象廳和香港天文台先後在晚上9時10分和9時45分把馬勒卡升為強烈熱帶風暴。馬勒卡的對流在14日進一步加深，「雲捲風眼」顯現於衞星雲圖上，日本氣象廳在凌晨3時率先把馬勒卡升為颱風，但聯合颱風警報中心要到晚上11時才作出此項升格，香港天文台更要到15日凌晨4時才把馬勒卡升為颱風。原先電腦數值預報模式運算結果顯示，馬勒卡會在臺灣以東海域轉向進襲琉球群島，但在14日數值預報模式把預測路徑向西調整，相當接近臺灣，意味著臺灣繼颱風莫蘭蒂後，將於短時間內再次遭受成熟的颱風侵襲。

### 頂峰穿過與那國島
隨著莫蘭蒂登陸遠去並急速減弱，垂直風切變在15日早上明顯緩和，馬勒卡強度隨即迅速上升，一度開啟一個眼壁較粗糙的細小風眼，可是不久後消失。日間馬勒卡移至副熱帶高壓脊西南側，漸轉向西北推進，時速約25公里，向臺灣東面步步進逼。數值預報在當日的運算結果再一次較之前偏西，官方氣象部門的預測路徑也因而變得非常接近花東地區和北臺灣，在宜蘭東部外海掠過後，才由西風帶噴射氣流帶走，東折橫過琉球群島，對於剛受莫蘭蒂肆虐的臺灣而言更不利。入夜後馬勒卡再次打開「針眼」，系統上空的極地方向流出持續改善，中國國家氣象中心在晚上8時55分把馬勒卡升為強颱風，香港天文台到翌日（16日）凌晨1時45分跟隨升級。
16日馬勒卡採取西北偏北路線，雖減速至每小時12至14公里，但繼續直逼臺灣東岸，其「針眼」在臺灣中央氣象局雷達圖上顯而易見，原先粗糙的眼壁也變得渾圓和紮實，不過較旺盛的對流活動集中在東面環流。馬勒卡在當晚建立赤道方向流出通道，形成雙向流出系統，於17日凌晨達到強度巔峰，早上北移橫過臺灣與石垣島之間的海域，並在上午9時半左右掃過與那國島。下午約2時40分，位處於台灣以東的NTU1浮標於其風眼錄得最低氣壓936.7百帕。但馬勒卡的西面環流開始受地形影響，同時北面亦有西風帶引來強勁垂直風切變，干擾馬勒卡的極地方向流出，使馬勒卡的巔峰時間只能維持約大半日，傍晚已有跡象開始稍為減弱，眼壁再次變得粗糙，「針眼」變為模糊的「雲塞風眼」。此時馬勒卡亦越過副熱帶高壓脊之脊線，沿其西北側開始轉向東北偏北前進，到翌晨（18日）重新加速到每小時18至20公里，並以東北行徑進入東海，此時馬勒卡西面環流一度有乾空氣入侵，香港天文台在上午11時45分把馬勒卡降為颱風。

### 強度回升橫掃日本
不過正當風切變持續上升之際，馬勒卡卻在18日黃昏清空中心，一個比之前大和渾圓的風眼重新呈現在衞星雲圖，中心附近對流亦重新鞏固，顯示馬勒卡有跡象再度加強。臺灣中央氣象局之雷達圖顯示，當日馬勒卡曾經出現「雙重眼壁」現象，其中心密集雲團旋捲出一個外眼壁，而原有的內眼壁遭到分離和逐漸消亡。事實上馬勒卡經過黑潮洋流，此暖流接續供應能量予馬勒卡維持強度；同時西風槽前有良好輻散，促使其原先受到阻塞的極地方向流出重新打通，成功重建雙向流出系統，抵抗隨西風槽而來的強烈風切變，令本應危害熱帶氣旋發展的西風槽反過來協助馬勒卡重新組織，這也在聯合颱風警報中心的分析中被提及。因應馬勒卡強度回升，香港天文台需在19日凌晨3時45分把馬勒卡再次升為強颱風，日本氣象廳也把馬勒卡第二次評為颱風級別之「非常強」程度。日間馬勒卡繼續採取東北至東北偏東路線，移速提升至每小時30公里，直指九州南部一帶，日本氣象廳宣佈馬勒卡於晚上11時後在鹿兒島縣大隅半島登陸。
馬勒卡在登陸日本後遭受地形摩擦，加上西風帶影響越趨明顯，垂直風切變進一步加劇，兩者夾擊導致馬勒卡強度顯著下降，從日本氣象廳雷達圖可見馬勒卡的風眼遭到填塞、眼壁倒塌，深層對流迅速向東北切離，香港天文台在20日凌晨3時45分把馬勒卡再次降為颱風，中國國家氣象中心也在凌晨5時半跟隨降格。「西風急流」帶動下，馬勒卡以時速40至50公里飛快地橫過九州和四國南部近海一帶，日本氣象廳表示馬勒卡在上午10時左右掠過高知縣室戶岬，下午12時半於和歌山縣田邊市附近再次登陸，隨後於1時45分把馬勒卡降為強烈熱帶風暴，3小時後更率先在下午4時45分把已橫過伊勢灣、位於愛知縣岡崎市境內的馬勒卡降為熱帶風暴。中國國家氣象中心和香港天文台亦分別在下午2時55分和4時正把馬勒卡降為強烈熱帶風暴，不設該分級的聯合颱風警報中心也在下午5時正把馬勒卡降為熱帶風暴。
馬勒卡所在環境不斷惡化，其結構遭地形和猛烈風切變摧毀，同時冷空氣入侵並破壞馬勒卡的暖心結構，馬勒卡隨即進入轉化過程和發展出鋒面。中國國家氣象中心在下午5時半把馬勒卡降為熱帶風暴，之後僅2個多小時便在晚上8時10分表示馬勒卡在東海道以南海域轉化為溫帶氣旋，日本氣象廳和香港天文台也先後在晚上8時45分和9時45分跟隨宣佈馬勒卡已轉化；聯合颱風警報中心則在21日凌晨5時把馬勒卡降為熱帶低氣壓，並發佈最後警告。馬勒卡的殘餘系統之後以正東路線重返西北太平洋，朝著國際換日線方向行進，最終在2日後完全消散。

## 影響

### 臺灣
當地發布之颱風警報：海上陸上颱風警報
| 彭佳嶼 · 16.2 m/s板橋 · －鞍部 · 15.2 m/s竹子湖 · 4.9 m/s淡水 · 5.7 m/s基隆 · 8.2 m/s臺北 · 5.3 m/s新屋 · －新竹 · 2.9 m/s宜蘭 · 6.4 m/s蘇澳 · 10.6 m/s花蓮 · 8.3 m/s成功（新港） · 13.7 m/s臺東 · 15.6 m/s大武 · 16.2 m/s蘭嶼 · 27.4 m/s臺中 · 3.4 m/s梧棲 · 13.1 m/s日月潭 · 4.4 m/s阿里山 · 13.1 m/s嘉義 · 12.6 m/s玉山 · 16 m/s臺南 · 13.8 m/s高雄 · 21.7 m/s恆春 · 16.1 m/s澎湖 · 11.6 m/s東吉島 · －金門 · 5.8 m/s馬祖 · 4.8 m/s 中華民國交通部中央氣象署署屬氣象測站測得最大持續風力。圖例： · 無數據 · 測得5級風或以下 · 測得6至7級風 · 測得8至9級風 · 測得10至11級風 | 彭佳嶼 · 27.9 m/s板橋 · －鞍部 · 29.3 m/s竹子湖 · 19 m/s淡水 · 14.6 m/s基隆 · 19.6 m/s臺北 · 15.6 m/s新屋 · －新竹 · 8 m/s宜蘭 · 13.1 m/s蘇澳 · 21.1 m/s花蓮 · 17.6 m/s成功（新港） · 27.6 m/s臺東 · 25.2 m/s大武 · 34.3 m/s蘭嶼 · 55.1 m/s臺中 · 9.7 m/s梧棲 · 26.3 m/s日月潭 · 10.4 m/s阿里山 · 34.7 m/s嘉義 · 27.3 m/s玉山 · 22.3 m/s臺南 · 33.2 m/s高雄 · 46.0 m/s恆春 · 37.9 m/s澎湖 · 29.3 m/s東吉島 · 37.2 m/s金門 · 11.6 m/s馬祖 · 13.3 m/s 中華民國交通部中央氣象署署屬氣象測站測得最大陣風。圖例： · 無數據 · 測得5級風或以下 · 測得6至7級風 · 測得8至9級風 · 測得10至11級風 · 測得12至15級風 · 測得16級風或以上 |

強烈颱風莫蘭蒂侵襲臺灣期間，電腦數值預報模式一致預期馬勒卡在臺灣以東海域轉向，北上橫過琉球群島和日本一帶。但莫蘭蒂遠去後，副熱帶高壓脊並未如預期般快速東退，使得馬勒卡的預測路線與莫蘭蒂一樣是比原先預期明顯偏西，預料會在宜蘭縣東面近距離掠過，對剛受莫蘭蒂蹂躪的花東地區，以及北臺灣構成重大威脅，交通部中央氣象局表示預計在9月15日晚上重新發佈颱風警報。因應莫蘭蒂減弱遠離而解除颱風警報後剛好半日，當馬勒卡位於恆春之東南東約680公里時，中央氣象局於晚上11時半再度發布海上颱風警報。氣象局表示預計在翌日（16日）中午前後發佈陸上颱風警報，並指出馬勒卡將在翌日晚上至17日最接近臺灣，暴風圈會掃過東北部，呼籲民眾做好防颱準備，尤其東北部需嚴防強風大雨。
由於馬勒卡在晚間進一步增強，並採取偏西北路徑，氣象局在16日凌晨5時半表示需提前在早上發佈陸上颱風警報，並會密切留意馬勒卡的強度變化。當馬勒卡移至恆春之東南東約470公里時，中央氣象局在早上8時半對花東地區和宜蘭縣發佈陸上颱風警報。氣象局特別指出，馬勒卡沿途路徑海溫高，強度已直逼中度颱風上限，且增強趨勢仍持續，會密切監察馬勒卡會否上試強烈颱風級別，警告民眾不可掉以輕心，需慎防連日降雨引發坍方、落石、土石流及山洪暴發；另外東部、北部、西南部沿海有長浪出現，加上天文大潮未減退，低窪地區需嚴防淹水和海水倒灌。宜蘭縣、花蓮縣、臺北市、新北市、基隆市宣佈在翌日（17日）全日停班停課。當晚陸上警戒範圍由宜蘭縣和東臺灣擴展至北臺灣，氣象局亦對多個縣市發佈大雨或豪雨特報。
馬勒卡的暴風圈在17日凌晨開始籠罩臺灣東半部，不過馬勒卡的大雨區集中在東面環流，加上吹偏西風下花東地區和宜蘭縣受到地形屏蔽，因此宜蘭縣和北臺灣在早上初段風雨仍未明顯，花蓮和臺東的雨勢和風勢也比預期小，只有山區受馬勒卡的外圍雨帶影響而有大雨；可是氣象局警告宜蘭縣和北臺灣天氣將在中午左右開始迅速轉壞，風雨逐漸增強。花蓮和宜蘭到上午較後時間已有顯著風雨，部份道路淹水，岸邊風高浪急，但與此同時臺東雨勢則逐步減緩，午後甚至出現焚風，天氣變得酷熱，測得攝氏36.1度高溫。由於馬勒卡西面環流緊密且對流偏弱，氣象局預報中心主任鄭明典在Facebook貼文分析，若馬勒卡往偏東北推進，北部山區的風雨會相對緩和；然而若馬勒卡路徑較為偏西北，就會引致北部山區的風雨變得顯著，以北緯25度、東經123度為參考點，偏差50公里可以導致實測風雨相差2倍以上。馬勒卡於下午2時至3時最接近臺灣本島，在宜蘭之東北東約110公里掠過。風暴期間，士林油坑測得超過400毫米雨量。
入夜後馬勒卡漸轉向北北東前進，開始遠離臺灣，加上馬勒卡強度回落和暴風圈收縮，各地由西北風逐步轉吹西南風，雖仍間中有大雨，但風勢逐漸緩和。氣象局表示預計在翌日凌晨解除陸上颱風警報，並於早上考慮解除所有颱風警報。當馬勒卡位於臺北之東北約180公里時，中央氣象局在18日凌晨2時半解除陸上颱風警報。隨著馬勒卡加速向東北遠離，其對臺灣的威脅消除，當馬勒卡移至臺北之東北約290公里時，中央氣象局在早上8時半解除所有颱風警報。氣象局仍維持對山區、臺南和東臺灣發佈大雨特報，並指出臺灣附近各海面風浪仍大、沿海地區有長浪，提醒民眾需保持警惕，持續提防淹水、海水倒灌、坍方、落石和土石流。

### 菲律賓
當地發出之最高風暴信號：一號風暴信號
颱風莫蘭蒂橫掃巴丹群島過後，馬勒卡緊接而來。於解除對莫蘭蒂的風暴信號後剛好一日，菲律賓大氣地球物理和天文服務管理局在9月15日下午5時再度發出一號風暴信號，當時馬勒卡集結在土格加勞市以東約615公里。馬勒卡於9月16日在巴丹群島東北面200公里內掠過，由於馬勒卡環流緊密，且西面環流較弱，因此當地只吹清勁西北風、漸轉西至西南強風，有狂風驟雨。隨著馬勒卡北移遠離，菲律賓大氣地球物理和天文服務管理局在17日上午11時解除所有風暴信號，當時馬勒卡移至巴士古以北約460公里。

### 日本
當地發布之最高風力警報：暴风警报

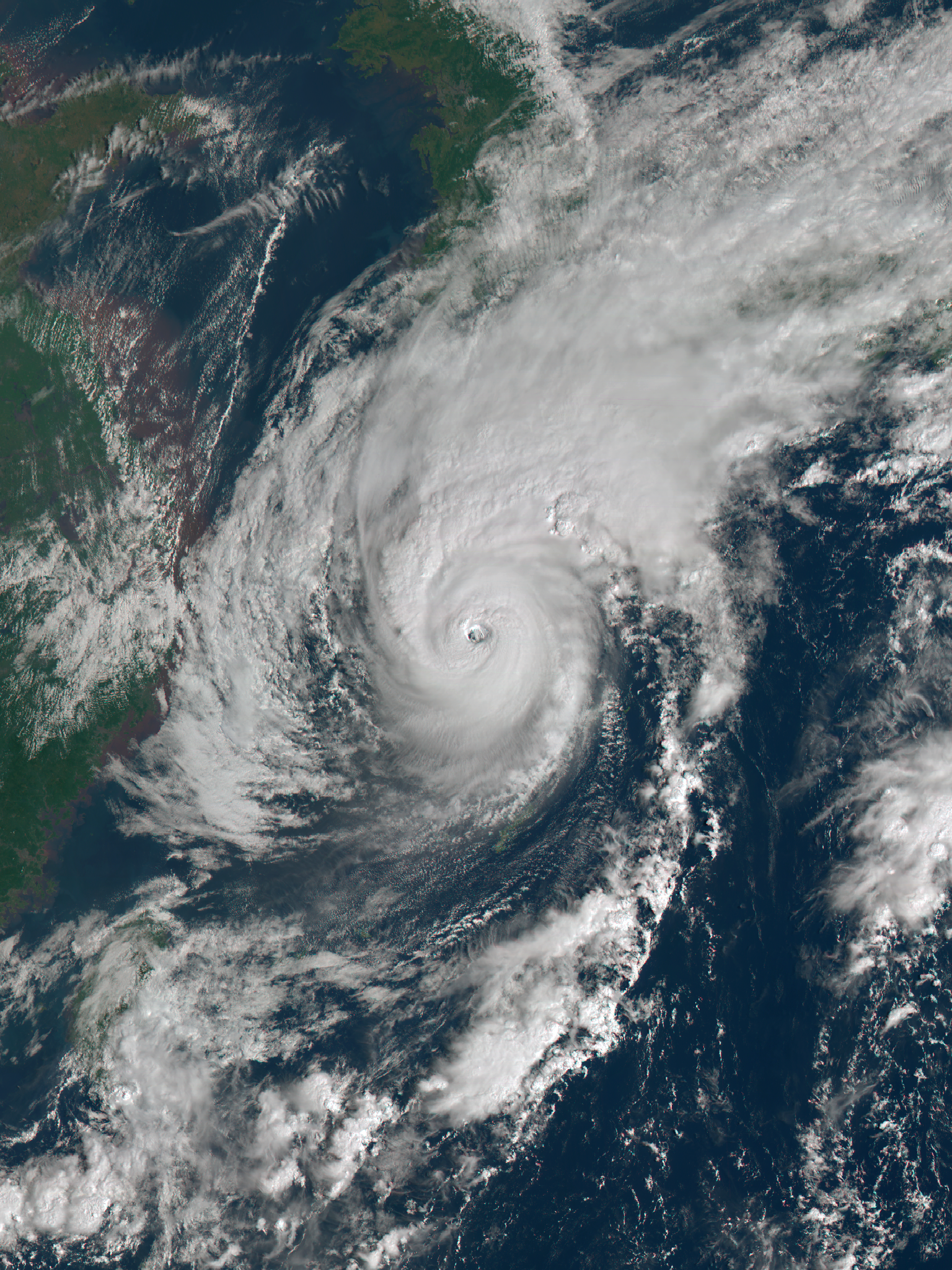
馬勒卡在9月19日重新增強並逼近日本九州，其風眼在衞星雲圖上清晰現可見。

由於馬勒卡會在臺灣以東海域轉向，嚴重威脅八重山群島，因此當地居民加緊採取防風措施，嚴陣以待。馬勒卡於9月17日上午10時半以巔峰狀態橫掃與那國島，當地初時吹東北颶風和有狂風暴雨，致使与那国町内大面积停电，於風眼過境時風雨短暫靜止，但很快便從西南面再次來襲。而鄰近的石垣島則整日受東至東北、漸轉南至東南颶風，以及馬勒卡東面環流較活躍的對流引起之豪雨侵襲。至20日冲绳县因灾农牧业损失达到3093万日元，以竹富町受灾最为严重。隨後馬勒卡重新組織，於19日直指鹿兒島而行，對九州亦構成重大威脅，當地晚間天氣急速轉壞，有狂風大雨。馬勒卡於20日午夜12時後在大隅半島再次登陸，鹿兒島縣刮起颶風程度旋風。登陸後馬勒卡順勢向四國地方前進，其中心於9月20日上午11時通過室戶岬。因九州电力鹿儿岛支社遭到巨大影响，至21日鹿儿岛县内1万3400户仍然处于停電状态。21日至22日，九州旅客铁道（JR九州）指宿枕崎线山川站至枕崎站间因枕木遭破坏而停运。岛四國各地有狂風暴雨，宮崎縣延岡市北川町截至9月20日早上7時的24小時降雨量為破紀錄的444.5毫米，北川部分河道也因此泛濫，房屋、道路被淹浸；德島縣也錄得1小時85.5毫米的降雨量。橫掃四國地方後，馬勒卡於下午1時37分在和歌山縣田邊市再次登陸，關西地區受豪雨影響，其中兵庫縣洲本市測得1小時95毫米的雨量。隨後馬勒卡在下午3時到達三重縣尾鹫市，此時接近中心最高持續風速為每秒25米，中心最低氣壓985百帕斯卡，以每小時50公里的速度繼續東移，最終在晚上9時於東海道以南海域轉化為溫帶氣旋。

### 中國大陸
當地發佈之最高颱風預警信號： 颱風黃色預警信號
因應馬勒卡有機會上試超強颱風級別，橫越臺灣東面外海後會靠近浙江對開海域，中國國家氣象中心在9月16日下午6時發佈颱風藍色預警信號，當時馬勒卡集結在臺灣花蓮之東南約340公里。隨著馬勒卡北移接近，國家氣象中心在翌晨（17日）6時正發佈颱風黃色預警信號，當時馬勒卡移至宜蘭之東南偏東約130公里。馬勒卡於18日凌晨最接近中國東南沿岸，在浙江溫岭之東南約250公里掠過，浙江沿海一帶吹強烈西至西北風，有狂風驟雨。馬勒卡在19日向東北方向遠離，中國東南沿岸風力下降，國家氣象中心在早上6時改發颱風藍色預警信號，當時馬勒卡集結在日本鹿兒島之西南約480公里。隨著馬勒卡橫過東海加速遠去，國家氣象中心於半日後在下午6時解除所有颱風預警信號，當時馬勒卡位於鹿兒島之西南約180公里。

## 熱帶氣旋警告使用紀錄

### 臺灣
| 交通部中央氣象局 颱風警報 | 交通部中央氣象局 颱風警報 | 交通部中央氣象局 颱風警報 |
| ------------------------- | ------------------------- | ------------------------- |
| 上一熱帶氣旋              | 海上颱風警報              | 下一熱帶氣旋              |
| 強烈颱風莫蘭蒂            | 海上颱風警報              | 中度颱風鮎魚              |
| 強烈颱風莫蘭蒂            | 陸上颱風警報              | 中度颱風鮎魚              |

### 菲律賓
| 菲律賓大氣地球物理和天文服務管理局 風暴信號 | 菲律賓大氣地球物理和天文服務管理局 風暴信號 | 菲律賓大氣地球物理和天文服務管理局 風暴信號 |
| ------------------------------------------- | ------------------------------------------- | ------------------------------------------- |
| 上一熱帶氣旋                                | 一號風暴信號                                | 下一熱帶氣旋                                |
| 颱風莫蘭蒂                                  | 一號風暴信號                                | 颱風鮎魚                                    |

### 中國大陸
| 中國國家氣象中心 颱風預警信號 | 中國國家氣象中心 颱風預警信號 | 中國國家氣象中心 颱風預警信號 |
| ----------------------------- | ----------------------------- | ----------------------------- |
| 上一熱帶氣旋                  | 颱風藍色預警信號              | 下一熱帶氣旋                  |
| 超強颱風獅子山                | 颱風藍色預警信號              | 超強颱風鮎魚                  |
| 超強颱風莫蘭蒂                | 颱風黃色預警信號              | 超強颱風鮎魚                  |

## 外部連結
- （日語）日本氣象廳：1616最佳路徑數據 （页面存档备份，存于）、2016年熱帶氣旋最佳路徑（數據 （页面存档备份，存于）、路徑圖 （页面存档备份，存于））
- （英文）美國聯合颱風警報中心：18W最佳路徑數據 （页面存档备份，存于）、颱風馬勒卡最佳路徑圖
- （英文）美國海軍研究實驗室：18W檔案 （页面存档备份，存于）
- （繁體中文）中華民國交通部中央氣象局：侵臺颱風資料庫——中度颱風馬勒卡、馬勒卡最佳路徑圖、2016年氣象年報及觀測年報（有待公佈）
- （繁體中文）香港天文台：2016年9月熱帶氣旋概述 （页面存档备份，存于）、《2016熱帶氣旋年刊》（網頁版有待公佈）、實時天氣稿（9月13日 （页面存档备份，存于）－14日 （页面存档备份，存于）－15日 （页面存档备份，存于）－16日 （页面存档备份，存于）－17日 （页面存档备份，存于）－18日 （页面存档备份，存于）－19日 （页面存档备份，存于）－20日 （页面存档备份，存于））